# Латвия на первом месте
Латвия на первом месте (латыш. Latvija pirmajā vietā, LPV) — консервативная политическая партия в Латвии.
Основана в августе 2021 года бизнесменом и бывшим депутатом парламента, бывшим министром транспорта, бывшим вице-мэром Риги Айнаром Шлесерсом.  Предшественник партии, одноимённая организация «Латвия — Первая» (латыш. Latvija — pirmā), была зарегистрирована 1 июля 2021 года. Сама партия была учреждена на съезде 14 августа в Риге и зарегистрирована в Регистре предприятий Латвии 10 сентября 2021 года.

## История
В июне 2021 года бизнесмен, бывший министр транспорта и министр экономики, бывший член парламента, бывший вице-мэр Риги Айнарс Шлесерс объявил, что намерен вернуться в политику после 10-летнего перерыва и баллотироваться на парламентских выборах 2022 года от новой партии, которую сам создаст вместе с единомышленниками и общественными активистами. 1 июля он основал общество «Латвия — Первая».
Учредительный съезд партии прошел в Риге 14 августа 2021 года, партия зарегистрирована в Регистре предприятий ЛР 10 сентября. Депутат Сейма Юлия Степаненко была избрана председателем правления партии, а также номинирована как кандидат от партии на пост президента Латвии. Айнарс Шлесерс назван кандидатом партии на пост премьер-министра, бывшая депутат Сейма Линда Лиепиня — кандидатом партии на пост спикера Сейма, экс-премьер и депутат четырёх созывов парламента Вилис Криштопанс — кандидатом на пост министра финансов, действующий депутат Сейма, полковник полиции запаса Любовь Швецова — кандидатом на пост министра внутренних дел.
На момент основания партии 2021 году в неё перешли два действующих депутата парламента — Юлия Степаненко и Любовь Швецова, ранее входивших в партию «Согласие», но уже в 2022 году, на фоне вторжения России на Украину, их исключили из партии, так как Степаненко протестовала против расширенного заседания правления партии для обсуждения отношения партии к войне в Украине и ее последствия в Латвии, а Швецова не проголосовала в Сейме за предоставление Украине статуса страны-кандидата в Евросоюз, тем самым оба депутата «противоречили мнению и ценностям партии». После этого оба депутата перешли в новообразованную партию «Суверенная власть».
На парламентских выборах в октября 2022 года партия получила 55 936 голосов (6,31 %), что дало ей возможность получить 9 мандатов в Сейме.